# Centre de massa
En física, un sistema de partícules o un sòlid continu es pot equiparar dinàmicament, en molts aspectes, a una partícula puntual de massa equivalent. La posició d'aquesta partícula s'anomena centre de massa (o baricentre) del sistema o sòlid. El centre de massa d'un sistema de partícules és només funció de les masses i les posicions de les partícules i, en general, no cal que coincideixi amb la posició de cap d'aquestes. En el cas d'un sòlid, el centre de massa és fix respecte d'aquest, però no necessàriament hi està en contacte (per exemple, el centre de massa d'un dònut és al centre del forat).
En el context d'un camp gravitatori uniforme (com és el cas de la superfície de la Terra amb gran aproximació) correspon amb el centre de gravetat.

## Determinació teòrica
El centre de massa {\displaystyle {\vec {R}}} d'un conjunt de partícules es troba en la mitjana de les posicions de les partícules {\displaystyle {\vec {r}}_{i}} ponderada per les seves masses {\displaystyle m_{i}}:
{\displaystyle {\vec {R}}={\frac {1}{M}}\sum m_{i}{\vec {r}}_{i}}
on {\displaystyle M} és la massa total del sistema, igual a la suma de masses de les partícules.
En el cas d'un sòlid continu amb una densitat {\displaystyle \rho (\mathbf {r} )}, la suma esdevé una integral:
{\displaystyle {\vec {R}}={\frac {1}{M}}\int {\vec {r}}\;dm={\frac {1}{M}}\int \rho ({\vec {r}})\,{\vec {r}}\ dV={\frac {\int \rho ({\vec {r}})\,{\vec {r}}\ dV}{\int \rho ({\vec {r}})\ dV}}}
En què 
{\displaystyle dm=\rho \ dV}, {\displaystyle dm} és el diferencial de massa i {\displaystyle dV} és el diferencial de volum.
Si el sòlid té densitat uniforme, el centre de massa correspon al centroide o baricentre de la seva forma geomètrica.

## Determinació pràctica
Si sostenim un sòlid per un punt sense produir-li cap parell, aquest assolirà l'equilibri quan el seu centre de gravetat estigui sota la vertical del punt de sosteniment. Sostenint-lo des de diferents punts, el centre de gravetat serà la intersecció de les diverses verticals.
Aquest mètode fa servir el pes del sòlid per a trobar el centre de gravetat que correspon amb el centre de masses.

## Història
El concepte de centre de gravetat va ser originalment descobert per Arquimedes de Siracusa, físic, matemàtic i inventor de l'antiga Grècia. Arquimedes va demostrar que el parell que exercien diversos pesos distribuïts sobre una palanca era el mateix que si els movia tots a un punt determinat (el centre de gravetat). En el seu treball sobre el principi d'Arquimedes, va demostrar que l'orientació estable d'un cos surant era tal que el seu centre de gravetat resta al més baix possible. Va trobar la manera de determinar matemàticament el centre de massa d'objectes de densitat uniforme i forma ben definida, particularment: el triangle, la semiesfera, i el paraboloide circular truncat.
Aquesta tradició de la matemàtica grega clàssica només va ser seguida per Pappos d'Alexandria; caldria esperar fins al Renaixement, quan es comencen a fer estudis de mecànica estàtica, perquè matemàtics com Guidobaldo del Monte, Francesco Maurolico, Simon Stevin, Luca Valerio, Jean-Charles della Faille, Paul Guldin o John Wallis tornessin a estudiar els problemes que representa el càlcul del centre de massa dels sòlids.
Els estudis definitius del tema serien les aportacions d'Euler (primera llei) i de Newton (segona llei).